# 法蘭茲·約瑟夫 (圖恩和塔克西斯)
法蘭茲·約瑟夫（Franz Joseph von Thurn und Taxis，1893年12月21日—1971年7月13日）是德國貴族圖恩和塔克西斯的家族首領，阿爾貝特一世的長子，出生於雷根斯堡，巴伐利亞。
法蘭茲·約瑟夫娶布拉干薩公爵米格爾的女兒伊莎貝爾·瑪麗亞。二戰爆發後，法蘭茲·約瑟夫參與入侵波蘭以及入侵法國的戰役。他唯一的兒子加布里埃爾於1942年的史達林格勒戰役戰死，因此法蘭茲·約瑟夫1971年去世後他的弟弟卡爾·奧古斯特成為圖恩和塔克西斯家族的首領。